# METRN
METRN‏ (Meteorin, glial cell differentiation regulator) هوَ بروتين يُشَفر بواسطة جين METRN في الإنسان.